# 25155 van Belle
25155 van Belle este un asteroid din centura principală de asteroizi.

## Descriere
25155 van Belle este un asteroid din centura principală de asteroizi. A fost descoperit pe 16 septembrie 1998 la Stația Anderson Mesa în cadrul programului LONEOS. Asteroidul prezintă o orbită caracterizată de o semiaxă mare de 2,83 ua, o excentricitate de 0,08 și o înclinație de 2,4° în raport cu ecliptica.